# Virtual sun
Virtual sun is een comebackalbum van de Belgische muziekgroep Machiavel. Na van stilstand en allerlei soloprojecten dook de band eind 1998 weer de geluidsstudio in voor het album Virtual sun. De band heeft zich dan ook een nieuwe stijl aangemeten. Er is nog lichtjes sprake van progressieve rock, maar dan vermengd met invloeden van de hardrock richting Led Zeppelin (tracks Down on my knees en The rumour. Het legde de groep geen windeieren, ze kregen een notering in de Belgische albumlijsten (10 weken met hoogste notering 26 in Ultratop). Ondertussen bleef gewerkt worden aan wisselende samenwerkingen, maar het volgend album Machiavel live greep alweer terug op het verleden (concert uit 1996). Er moest vier jaar gewacht worden op nieuw materiaal met album Welcome to paradise (2003)
Virtual sun werd opgenomen in AGS Studio in Anderlues, Rox Studios (De Greef en Ysaÿe) en Zoo Studios. Het hoesontwerp kwam van de bassist Hervé Borbé. Het album verscheen via hun eigen website als ook bij Musea Records, een Frans platenlabel dat destijds fungeerde als distributiekanaal voor allerlei progressieve rockbands die elders geen contract meer hadden.    

## Musici
- Mario Guccio – zang
- Marc Ysaÿe - drumstel, percussie, zang, achtergrondzang
- Thierry Plas – gitaar, achtergrondzang
- Roland De Greef – basgitaar, baspedalen, akoestische gitaar, geluidseffecten, achtergrondzang en toetsen op Mary’s dream
- Hervé Borbé - toetsinstrumenten

## Muziek
Alle zijn groepscomposities.

| Nr. | Titel                       | Duur |
| --- | --------------------------- | ---- |
| 1.  | Until the end               | 4:58 |
| 2.  | Something                   | 6:40 |
| 3.  | it’s a dream again          | 4:36 |
| 4.  | Down on my knees            | 6:27 |
| 5.  | Dirty hands                 | 4:58 |
| 6.  | All around the world        | 2:57 |
| 7.  | The rumour                  | 4:50 |
| 8.  | Calling you                 | 4:21 |
| 9.  | Mary’s dream                | 3:38 |
| 10. | Forget your hate            | 5:17 |
| 11. | Running in the desert again | 7:53 |